# 氟硅酸
氟硅酸、六氟硅酸是化学式为H2SiF6的无机化合物，只存在于溶液中。纯H2SiF6不稳定，容易分解生成HF和SiF4。
H2SiF6是氟磷灰石与氢氟酸反应的副产物，反应生成的HF与硅酸盐矿物反应：
SiO2  +  6 HF  →  H2SiF6  +  2 H2O
氟硅酸溶液中含有六氟合硅酸根离子（SiF62−），为八面体结构，Si-F键长1.71Å。

## 用途
H2SiF6在美国用于饮水氟化。
有机合成中，H2SiF6被用于切断硅醚中的Si-O键。它比同用途的HF反应性更强，与叔丁基二甲基硅基（TBDMS）醚的反应比和三异丙基硅基（TIPS）醚的反应更快。

## 安全
氟硅酸的危险与氢氟酸的类似，而且纯的氟硅酸具有腐蚀性。